# Backa IF
Backa IF var en idrottsförening (fotboll) från Hisings Backa på Hisingen i Göteborg, bildad 1930 och upplöst 2005 då föreningen sammanslogs med Hisingstads IS i Hisingsbacka FC.
Backas a-lag spelade fyra säsonger i gamla division III, den tredje högsta serienivån, 1970-1971 och 1973-1974.
Klubben hade ett damlag i seriespel från 1981 till 1983 och ånyo 1987-1994.

## Kända spelare med Backa IF som moderklubb
- David Marek[3]
- Carlos Strandberg[4][5]

## Se vidare
- Se vidare: Hisingsbacka FC.